# Soufganiya
Une soufganiyah (hébreu : סופגניה ; plur. : soufganiyoth, סופגניות) est un beignet à pâte levée de forme sphérique aplatie, qui est d'abord frit, puis percé et fourré de confiture, de marmelade ou de custard, avant d'être recouvert de sucre impalpable. Elle se consomme chaude ou froide, et traditionnellement lors de la fête juive de Hanoucca.

## Terminologie et origine
Le mot soufganiya est un néologisme hébreu, construit sur le terme soufgan, qui désigne un pain à « pâte spongieuse » dans la Mishna et les Talmuds. Les rabbins enseignent en effet d'une part que « les soufganin, les douvshanin et les iskritin » — pain spongieux, pétri au miel ou des tranches séchées au four, selon la traduction de Moïse Schwab — sont soumis aux dîmes (en) mais dispensés de prélèvement sur la pâte (en) (Halla (en) 1:4), et d'autre part qu'un four est considéré comme achevé dès « qu'il est suffisamment attisé pour y cuire des soufganin » (Keilim (en) 5:1). « Soufganin » lui-même dérive du terme grec ancien sphoggos, devenu  sphóngos en grec romanisé — dont proviennent aussi l'ordre des spongiaires et l'éponge, marine comme domestique — puis soufgan, qui désigne un « feuilleté frit » et fait référence au processus d'imprégnation d'huile par la pâte. 
La première référence qui met les soufganin en rapport avec Hanoucca, se trouve dans un manuscrit marocain de 1780 qui rapporte au nom du rabbin andalou Maimon ben Yosef (XIIe siècle) qu’« il est devenu de coutume de faire des soufganin, connus en arabe sous le nom d’alsfingh » pour la fête, dans le but de commémorer le miracle de la fiole d'huile (les soufganin sont alors un gâteau frit imbibé de sirop, semblable à la zalabiya arabe ou une sorte de crêpe frite). Cependant, lorsque le linguiste palestinien David Yellin (en) invente le terme soufganiya en 1879, c'est afin de traduire le mot « sablé » dans Le Vicaire de Wakefield de l'Irlandais protestant Oliver Goldsmith. En 1913, le Conseil pour la langue hébraïque l'adopte pour hébraïser le mot yiddish latke (une sorte de galette de pommes de terre), et certains écrivains, dont Uri Nisan Gnessin et Haïm Nahman Bialik, officiant dans l'Empire russe, l'utilisent dans ce sens (Bialik, qui n’apprécie toutefois pas le suffixe diminutif -ya, préfère la forme esfog). Leviva (לביבה, cf. 2S 13,8) s'impose néanmoins pour traduire latke et le Conseil définit officiellement, en 1938, la soufganiya comme un beignet, peut-être en raison de ses similarités avec le sfenj (إسفنج, beignet maghrébin et persan) qui partage la même origine lexicale,.
Quant à l'origine du beignet même, l'Encyclopédie de la cuisine juive la fait remonter à Nuremberg, en 1532 : ce sont les Pfannenkuchen ou Gefüllte Krapfen, confectionnée pour le Jeudi gras, que l'on retrouve dans le (de)Frauenzimmer-Lexicon d'Amaranthes dès 1715. La pâtisserie se répand dans toute l'Europe au cours du siècle suivant et s’y décline en diverses variantes, dont les Förtchen danois, consommés en fin d'année, et les paczki polonais, appelés ponchiki en Russie. La pâte de ce dernier est plus riche que son modèle allemand, et la confiture qui constitue sa farce, provient des plantations de sucre aux Caraïbes. La substitution de graisse d’oie puis d'huile au saindoux, le fait entrer dans la cuisine juive, où il est appelé ponchke. Les compétences que sa préparation requiert, en font un plat de Hanoucca moins populaire que les blintzes et les latkes jusque dans les années 1920 mais c'est précisément en raison de sa complexité que la soufganiya est promue en ces années au rang de mets national de la fête par la Histadrout car cela permet de créer des emplois pour les Juifs arrivés d'Europe de l'Est en Palestine mandataire. Afin de rentabiliser la procédure, sa production commence au lendemain des fêtes de tishrei, près de deux mois avant la première nuit de Hanoucca. Parallèlement, les soufgenin migrent en Amérique du Nord, et influeront sur le donut.  

Variantes similaires internationales
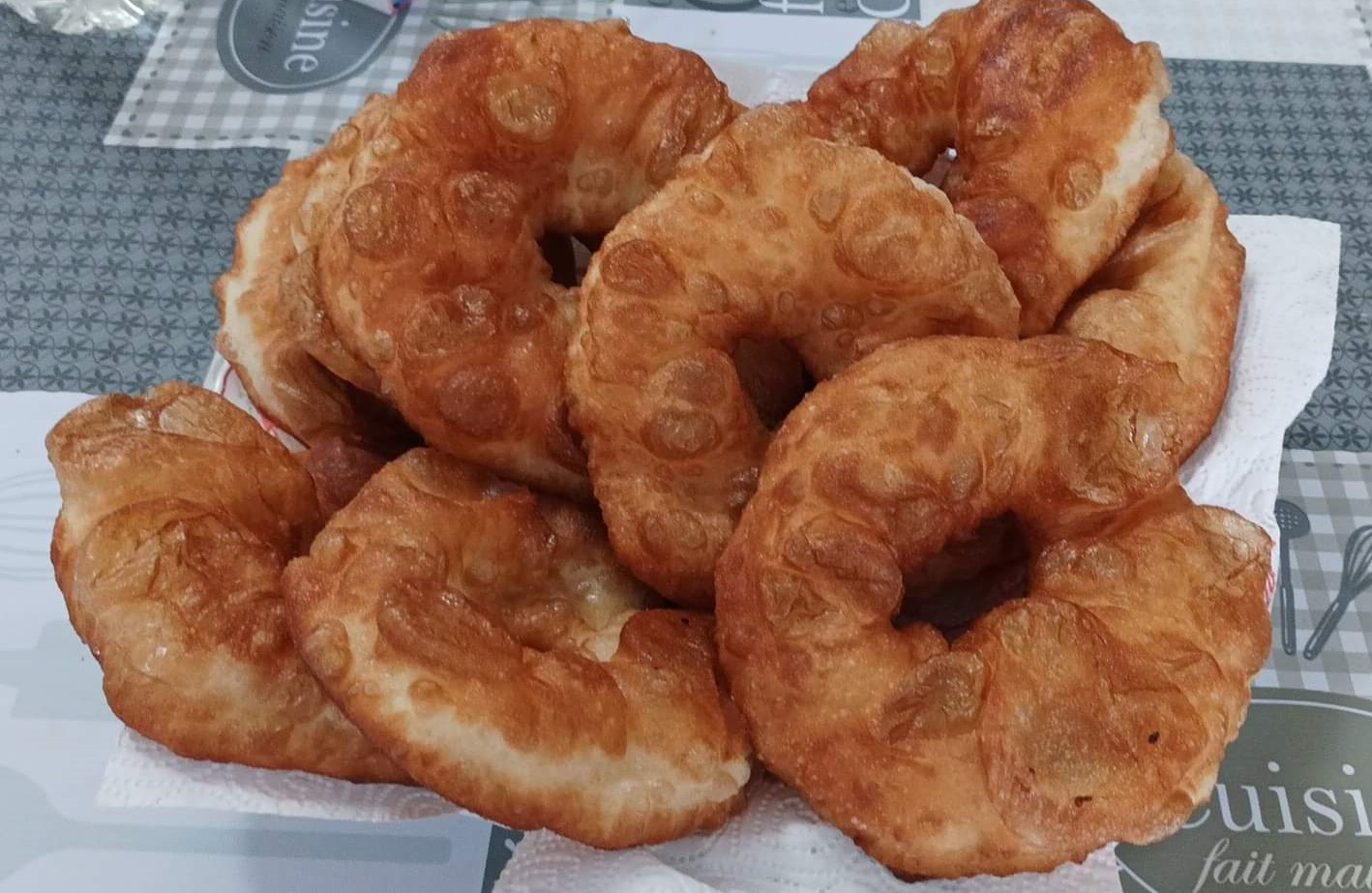
Sfenj d'Algérie
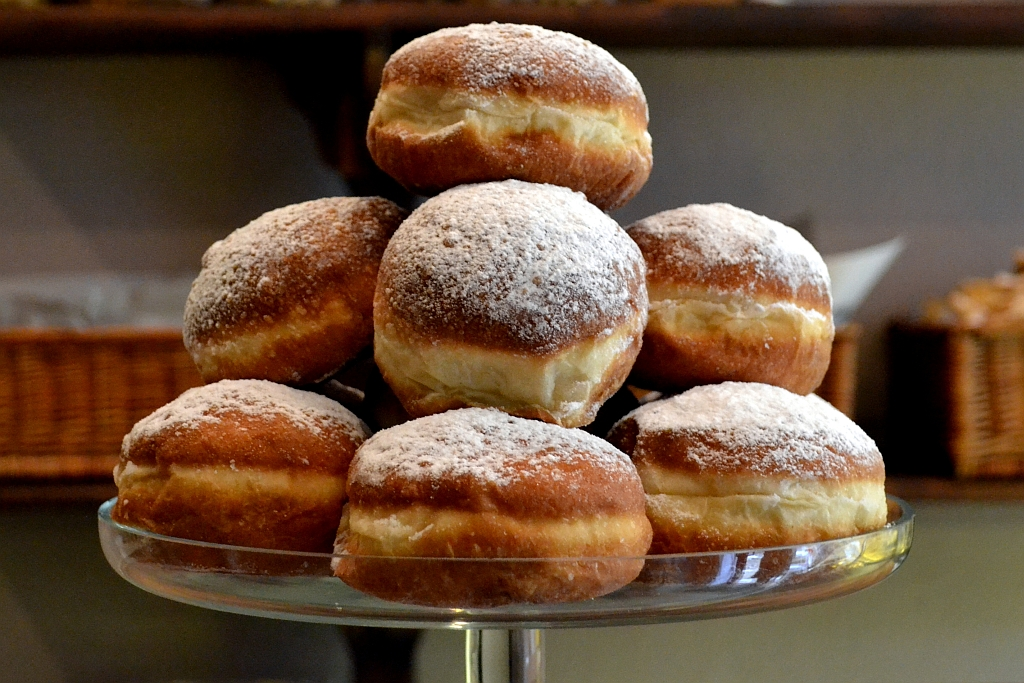
Pfannkuchen en Allemagne
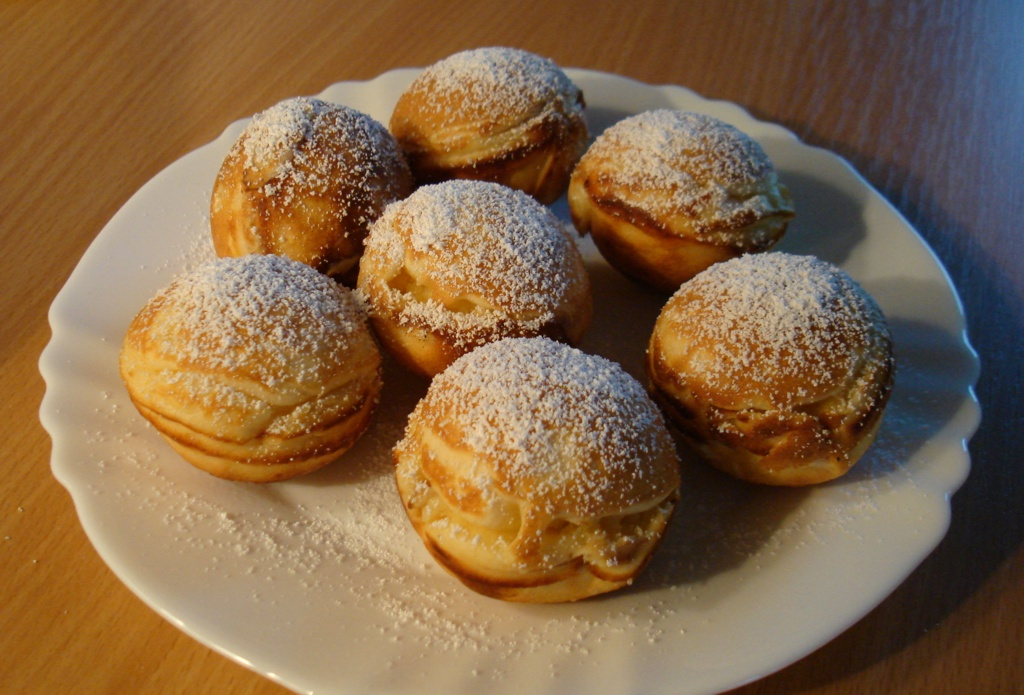
Forstein danoises
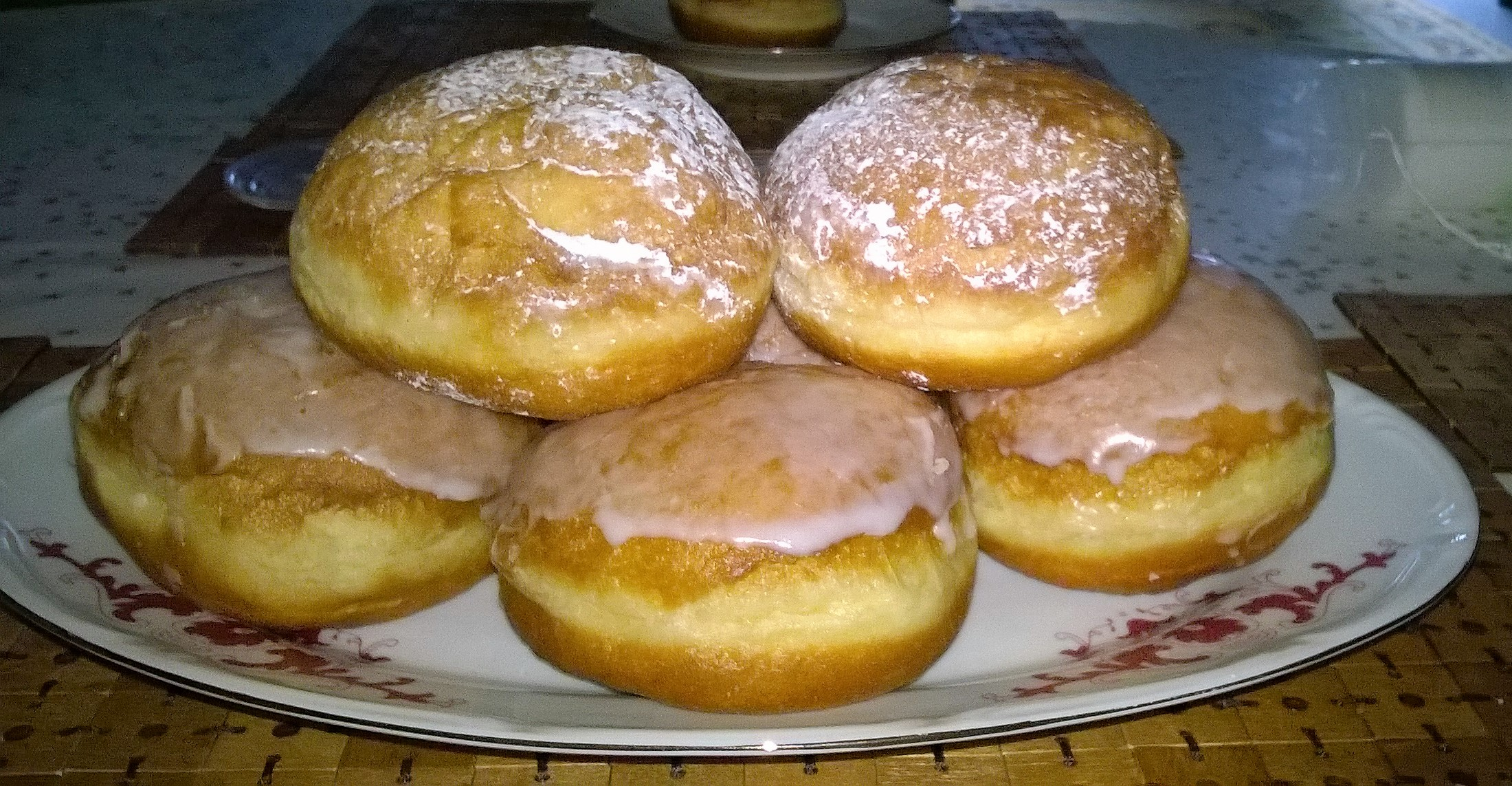
Pączkek polonais
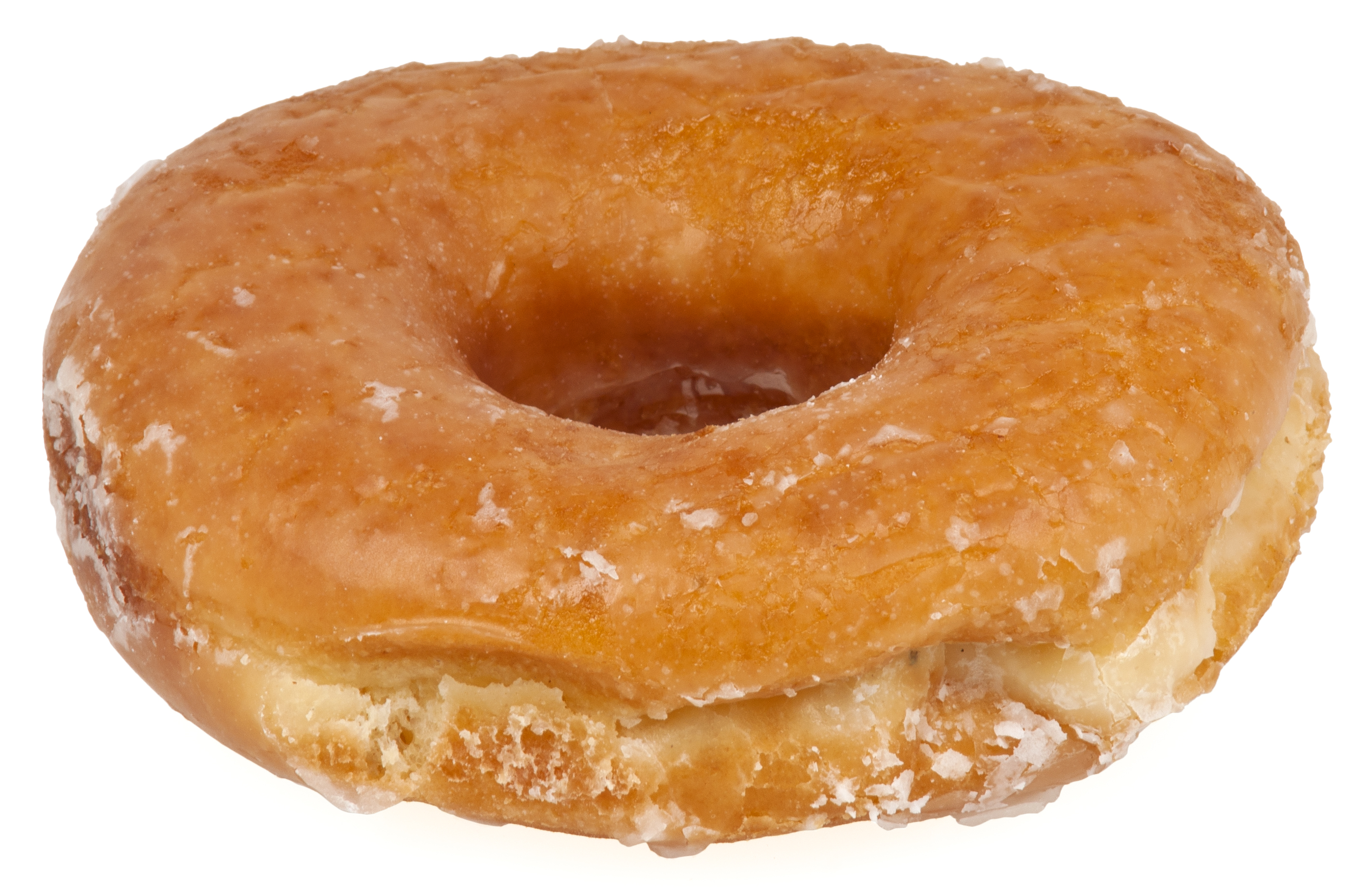
Donut américain

## Fabrication

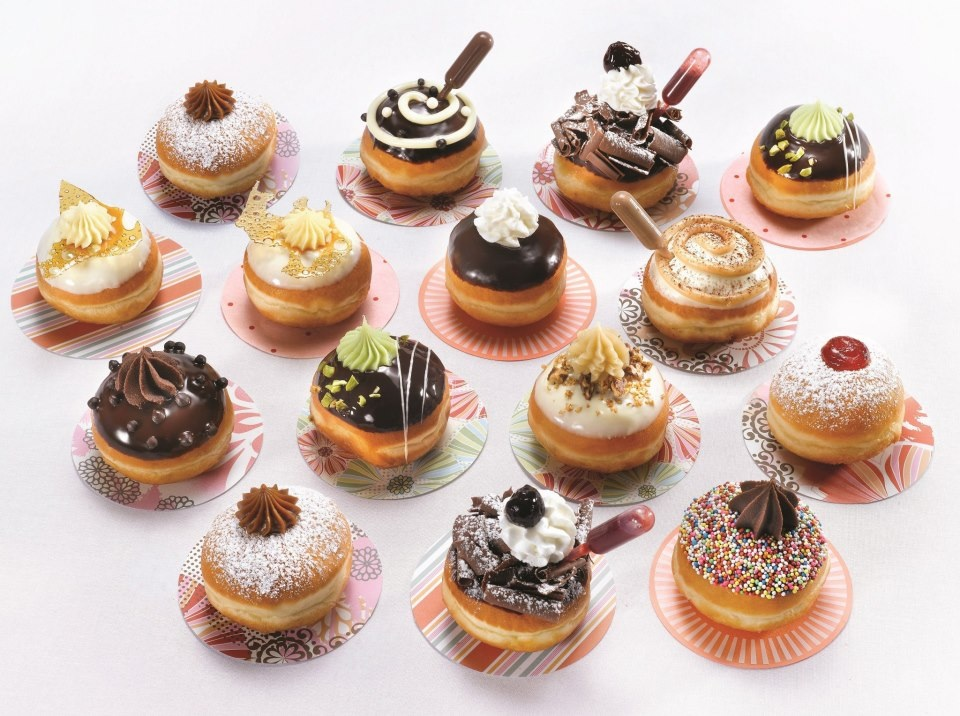
Variétés esthétiques et gourmandes de soufganiyot.

Les soufganiyot sont habituellement préparées à partir de farine, d’eau tiède, de levure, de sucre, d’œufs, d'huile et de sel. Ces ingrédients sont mélangés et pétris, après quoi la pâte est laissée à lever. On en fait ensuite des boules qui sont frites une dizaine de minutes dans de l'huile chaude. La garniture est parfois ajoutée avant la cuisson, mais généralement seulement après. Du sucre en poudre ou sucre glace est déposé sur le beignet pour sa décoration.
Des boulangeries et épiceries vendent, à l'approche de la fête, des soufganiyot individuellement ou par boîte ; elles sont devenues très populaires lors des fêtes d'école et de bureaux. Angel Bakeries, la plus grande pâtisserie d'Israël, frirait plus de 250 000 soufganiyot par jour durant les huit jours de Hanoucca. Chaque lot utilise 100 kilogrammes de pâte pour réaliser 1 600 soufganiyot. De nos jours, les boules de beignet sont frites séparément et remplies à l'aide de machines injectrices spéciales. Les gazettes locales ajoutent à la fièvre en envoyant des critiques gastronomiques chaque année pour désigner les « meilleures soufganiyot de la ville ».
Du fait de l'engouement national, certains fournisseurs ont élevé le remplissage de base au niveau d'art culinaire. La version la moins chère est fourrée de confiture rouge tandis qu'une soufganiya plus chère contient de la confiture de lait (ribat 'halav en hébreu). Il existe aussi de nombreuses variations dans la pâte, en Israël comme en dehors, et dans la couverture du beignet : sans levure, à la pomme de terre, glaçage blanc, au chocolat, etc..
À la version habituelle de 100 g pour une soufganiya, représentant entre 400 et 600 calories, il est proposé récemment une version plus diététique de 50 g, dite « mini ».

## Lasoufganiyadans le folklore juif et israélien

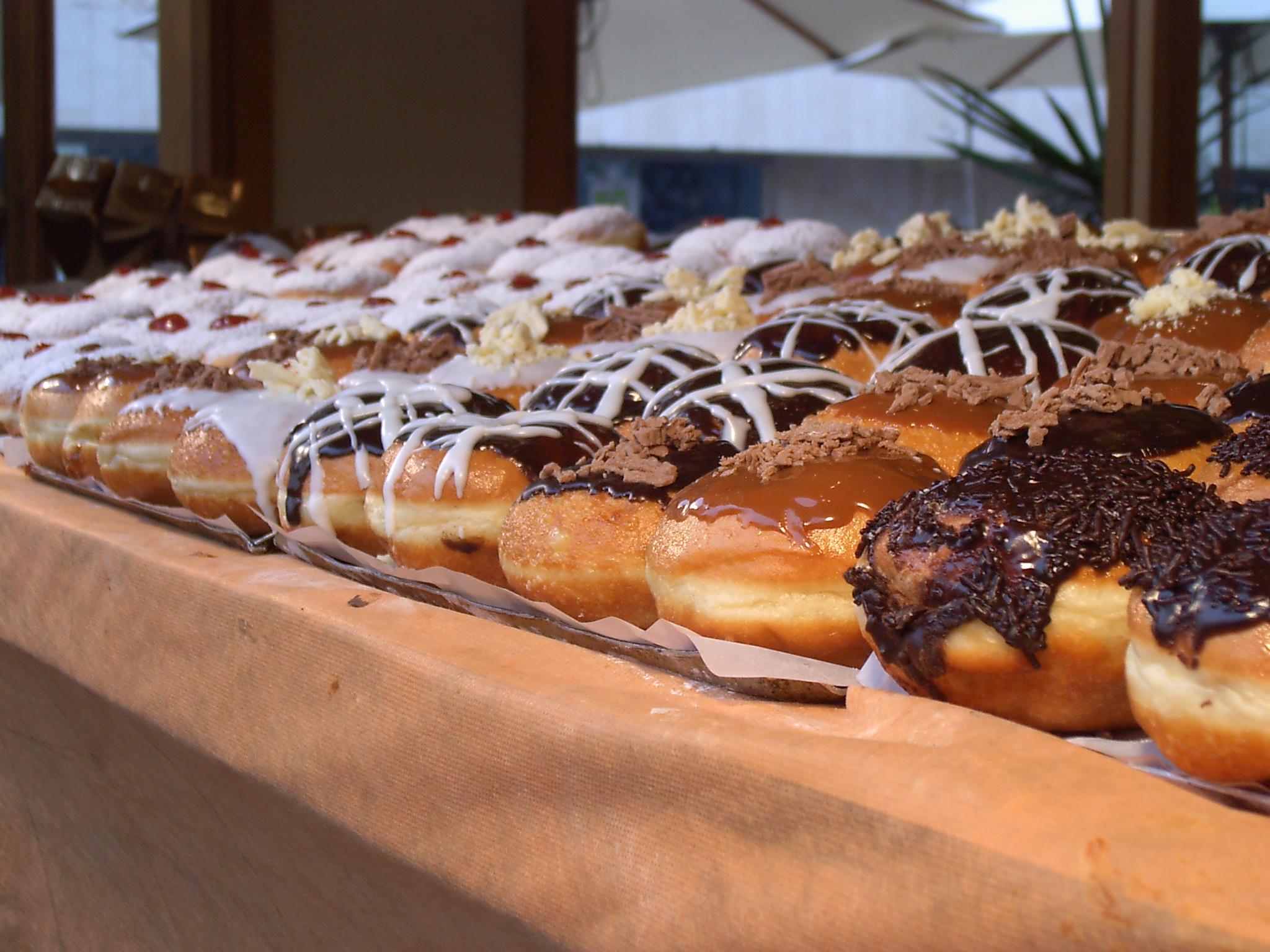
Soufganiyot variées dans une pâtisserie de Tel Aviv, en Israël.

Il a été avancé une « raison pour laquelle il est de coutume de manger des soufganiyot à Hanouka. Lorsque les Maccabées reprirent Jérusalem, ils réussirent à purifier le Temple. Cependant, ils ne purent pas purifier l’autel et durent enterrer les pierres. Cela fit de la peine aux Juifs et il devint donc habituel de manger des aliments pour lesquels la bénédiction postérieure est Al Hamichya (ou Bircat Ma’ain Shalosh), car c’est la seule bénédiction postérieure qui mentionne explicitement l’autel. Cependant, ce raisonnement n’explique pas pourquoi la coutume est de manger spécifiquement des beignets (ou latkes) frits dans l’huile puisque la bénédiction postérieure d’Al Hamichya est récitée non seulement sur tous les gâteaux et biscuits, mais sur n’importe lequel des fruits des sept espèces ».
« En plus de commémorer le miracle, les mystiques soulignent que l’huile représente le niveau ésotérique de la Torah, car l’huile pénètre la matière de part en part et s’élève au-dessus des autres substances. Hanouka, en particulier, est un moment où l’on devrait accroître son apprentissage du niveau intérieur — l’« âme » — de la Torah… [L]a bataille physique entre les Grecs et les Juifs représentait une controverse philosophique plus profonde entre le rationnel et le supra-rationnel… C’est “l’huile de la Torah” qui pénètre, imprègne et illumine tout l’être, donnant à l’individu le pouvoir de transformer et d’illuminer le monde. »
Selon une étymologie populaire israélienne, Dieu distribua des soufganiyot à Adam et Eve pour les consoler d'avoir été sortis d'Eden.